# Джонс (пролив)
Джонс (фр. Détroit de Jones, англ. Jones Sound) — пролив между островами Девон и Элсмир в Канадском арктическом архипелаге, соединяющий море Баффина и Норвежский Залив.
Первым из европейцев кто обнаружил и изучил пролив, был английский путешественник Уильям Баффин, в 1616 году.
Координаты — 76°00′00″ с. ш. 86°00′00″ з. д..